# Anton Ivarsson
Anton Oskar Ivarsson, född 1 december 1887 i Glimåkra socken, död 7 april 1952 i Osby, var en svensk företagare.
Anton Ivarsson var son till fabrikören Ivar Bengtsson. Efter genomgången folkskola och aftonskolor för språk samt praktisk utbildning i faderns 1884 grundade fabrik övertog Anton 1908 tillsammans med äldre brodern Victor faderns rörelse i Osby under namnet Firma Bröderna Ivarsson. Från att ha varit av blygsam omfattning med tillverkning av korg- och slöjdarbeten kom företaget att upparbetas till Skandinaviens ledande inom leksaksbranschen. Ivarsson förtog omfattande affärsresor till de flesta europeiska länder. Förutom leksaker upptog han tillverkning av barnvagnar och lättare möbler samt grosshandel med bosättningsartiklar, kortvaror och textilvaror 1937 ombildades firman till aktiebolag. Vid sidan av sin yrkesverksamhet innehade Ivarsson flera förtroendeposter inom styrelser och nämnder i Osby kommun, bland annat var han ordförande i skolstyrelsen och vice ordförande i kommunalnämnden från 1937 samt från 1943 styrelseledamot i Skånska sparbanksföreningen.